# Obnica
Die Obnica ist ein 25 km langer Fluss im Okrug Kolubara im nordwestlichen Zentralserbien. Sie ist einer der zwei Quellflüsse der Kolubara.

## Lauf
Die Quelle der Obnica entspringt an den östlichen Hängen des Berges Medvednik. Der Medvednik steht etwa 30 km westlich der Stadt Valjevo.
Nach etwa 25 km Lauf Richtung Osten trifft die Obnica, etwa einen Kilometer vor Valjevo, beim Hügel Vidrak, auf den vom Süden kommenden Fluss Jablanica. Der Zusammenfluss mit der Jablanica bildet die Quelle der Kolubara. Die Kolubara ihrerseits mündet nach etwa 123 km bei Obrenovac in die Save.

## Name
Nach I. Duridanov stammt der Flussname Obnica (Obna), noch aus der illyrischen Periode der Balkanhalbinsel. Doch  A. Loma, geht davon aus, dass sich der Flussname vom keltischen Wort für Fluss (Abona) ableite, welches Toponym an vielen Orten  Europas vorkäme.

## Belege
- Мала енциклопедија Просвета (3 изд.). Београд: Просвета. 1985, ISBN 978-86-07-00001-2.
- Марковић, Јован Ђ. (1990). Енциклопедијски географски лексикон Југославије. Сарајево: Свјетлост. ISBN 978-86-01-02651-3.